# Achta Ahmat Bremé
Achta Ahmat Bremé é uma política do Chade que serve como Ministra do Ordenamento do Território, Desenvolvimento Urbano e Habitação da República do Chade. Bremé também foi Ministra da Formação Profissional e do Pequeno Comércio.